# Rhizopsammia minuta
Espèce
Statut CITES
Rhizopsammia minuta est une espèce de coraux appartenant à la famille des Dendrophylliidae.

## Liste des variétés
Selon World Register of Marine Species (6 décembre 2015), Rhizopsammia minuta comprend les variétés suivantes :
- Rhizopsammia minuta var. bikiniensis Wells, 1954
- Rhizopsammia minuta var. mutsuensis Yabe & Eguchi, 1932